# 高橋セナ
高橋 セナ（たかはし セナ ）は、東京都出身のモデル。
血液型A型。身長162cm。趣味は英語、乗馬、合気道。スリーサイズはB84・W56・H81。足のサイズ23。

## 来歴
研音の研究生だった2000年（2001年正式所属）に、NHK教育テレビ『天才てれびくんワイド』内で放送されたコーナードラマ『魔界探偵』に朱雀役でレギュラー出演及び女優デビューしたことで知名度が上昇。
これを皮切りに色々なドラマやバラエティなどに出演したが、2004年6月20日をもって研音を退所。
その後は長らく芸能界から離れていたが、2013年7月24日、高橋セナ名義でブログを開設。翌25日には前月よりイアラ所属となったことを報告し、モデルとして新たに活動を始めた。
2017年6月4日以降、更新が途絶えていた公式ブログの記事が、現在は全て削除されている。

## 出演

### テレビドラマ
- 天才てれびくんワイド「魔界探偵」（2000年、NHK教育テレビ）朱雀 役
- 金曜ナイトドラマ 愛は正義（2001年2月4日、テレビ朝日）第4話
- スチュワーデス刑事6（2002年1月11日、フジテレビ）
- プリティガール（2002年2月、TBSテレビ）第6話 - 8話・岡部詩織 役
- 恋愛偏差値（2002年7月 - 9月、フジテレビ）第3章・香織 役
- 緑のクリスマス（2002年12月23日、NHK）
- 月曜ミステリー劇場 おばさん会長・紫の犯罪清掃日記!ゴミは殺しを知っている4（2003年2月3日、TBSテレビ）[2]
- 酔街-yoimachi-（2003年、ABCテレビ）

### 映画
- 心霊ミステリーファイル 呪霊2（2000年）第1話

### PV
- SURFACE シングル「ゴーイングmy上へ」（2000年）

### インターネットテレビ

#### ドラマ
- プロジェクトC（2001年6月1日 - 、TBS）加奈 役

### ネット配信
- fashionwebselectshop（2001年4月 - 9月）イメージキャラクター・キューンガールズ四姉妹三女non 役
- フィアット (2013年)

### その他のテレビ番組
- BSブランチ（2002年 - 2003年、BS-i）BSブランチガール第1期
- プチッとCSN1（2003年、CSN1ムービーチャンネル）4月ナビゲーター
- おはよう日本 (2014年、NHK) けんコン!体操モデル